# 이찬미
이찬미는 대한민국의 뮤지컬 배우, 보컬 트레이너다.

## 방송
- 보이스 코리아 1 (2012) - Top48

## 공연
- 오디션 (2012~2013) - 김선아 역
- 문준경 (2016) - 문준경 역

## 경력
- 나는 가수다 코러스